# Joh.A. Joustra
Joh.A. Joustra (Utrecht, 26 januari 1888 – Amersfoort, 6 januari 1968) was een Nederlandse ambtenaar voor gezinsverpleging, imker en schrijver. Johan August Joustra werd vooral bekend als auteur van Het Bijenboek  en Het Kleine Bijenboek. Van 1924 tot en met 1948 was hij secretaris-penningmeester van de Vereniging tot Bevordering der Bijenteelt in Nederland (VBBN) en van 1 januari 1926 tot 1948 (hoofd)redacteur van het Maandschrift voor Bijenteelt.

## Bijenboek
Volgens de historicus Wieb Top was het belangrijkste imkerboek voor 1940 dat van Joustra: Het Bijenboek. Practisch Handboek der Bijenteelt. Het verscheen in 1927 en werd herdrukt in 1934 en 1941. De laatste druk, uitgegeven door F.J.S. van der Peijl in Goes, telde 536 pagina's.
In zijn inleiding bij de derde druk toont VBBN-voorzitter Louis Rudolph Jules van Rappard zijn "diepste respect voor het buitengewoon opbouwende werk dat door den Heer Joustra in zijn onderscheidenlijke functies ten behoeve van onze vaderlandsche bijenteelt werd gepraesteerd. Aan zijn constructieve arbeid danken duizenden Imkers den grondslag van hun kennis en ervaring en ontelbaar zijn degenen, die zoowel door zijn talrijke publicaties, als door zijn mondelinge voorlichting tot ware bijenliefhebbers zijn gemaakt".
Joustra's handboek was volgens Ridder van Rappard een vraagbaak waaruit men nimmer vergeefs behoefde te putten. Het succes van Joustra's bijenboek was volgens Ridder van Rappard in hoofdzaak te danken aan zijn psychologisch inzicht. Iemand van zijn capaciteit zou, aldus Van Rappard, een veel 'geleerder' boek hebben kunnen schrijven, maar dat zou niet zulke hoge oplagen hebben gekregen. "De grote waarde van zijn werk ligt juist in den eenvoud en de bevattelijkheid, waarmede hij de op zich zelf zoo ingewikkelde leerstof weet te behandelen."
De drie drukken van Het Bijenboek zijn nog steeds gewild en antiquarisch te koop voor 30 tot 75 euro. Joustra schreef ook Het kleine Bijenboek. Beknopte handleiding voor beginnende imkers (Goes, De Phoenix, 88 pagina's, zonder jaartal).

## Secretaris-penningmeester van de VBBN
In de VBBN had Joustra bijna een kwart eeuw een spilfunctie die door historicus Wieb Top van de VBBN wordt beschreven als het tijdperk 'van de vaderlijke diplomaat'. Door bezuinigingen bij de VBBN combineerde Joustra vier functies: secretariaat, penningmeesterschap, redactie Maandschrift, ook wel het Groentje geheten, en propagandist.
Top: "Voor Joustra was deze cumulatie geen probleem; hij zette zich met veel enthousiasme en orginaliteit in voor de vereniging en wist velen te bezielen. (...) Hij heeft gedurende meer dan een kwart eeuw het gezicht van de VBBN bepaald". En: "Zijn kracht was zijn betrouwbaarheid en geloofwaardigheid". Hij was ook zuinig, volgens Top: "Hij weigerde het reizen in een duurdere klasse in de trein en bespaarde daarmee tweehonderd gulden per jaar. Hij moest wel zuinig zijn, want van 1924 tot 1937 bedroeg de contributie slechts een gulden per jaar. Het aantal leden steeg gedurende dezelfde periode van 6.241 tot 13.158.
Toen in 1947 het vijftigjarig bestaan van de VBBN werd gevierd, telde de vereniging 24.000 imkers. Ter gelegenheid van het jubileum werd de VBBN 'hofleverancier', want de echtgenote van Joustra, Maria Catrina ('Rie') Steemers (Amersfoort, 28 oktober 1899 – Amersfoort, 29 november 1983) bracht een pakketje honing naar prinses Juliana op Paleis Soestdijk. Top: "De prinses onderhield zich geruime tijd met de vrouw van de secretaris-penningmeester-redacteur".
Bij Joustra's afscheid in 1948 roemde Van Rappard zijn eenvoudige wijze van omgaan met mensen, "waardoor Joutra's naam op aller lippen lag". En: "We hebben nu een landelijke organisatie van bijentelers waaraan de naam van Joustra voor eeuwig is verbonden". Volgens Top is Joustra's soms openlijk vleiende toon in het Maandschrift tegenover de voorzitters van de VBBN "soms enigszins gênant voor de lezers van toen en zeker voor die van nu, al zullen ze mede bedoeld zijn om kritische leden de mond te snoeren. Joustra heeft zichzelf daarin echter kleiner gemaakt dan nodig was en dan paste bij zijn geestelijke formaat".
Op de jaarvergadering van de Vereniging tot Bevordering der Bijenteelt in Nederland in Utrecht, zaterdag 1 juni 1957, werd Joustra benoemd tot erelid.

## Gezinsverpleging
Naast zijn werk voor VBBN was Joustra ambtenaar voor gezinsverpleging bij het Rijksopvoedingsgesticht (ROG) in Balkbrug (Veldzicht, tegenwoordig Fpc Veldzicht), Deventer en Amersfoort.

## Leven
Johan August Joustra was een zoon van Sjouke Joustra (Breda, 24 november 1855 – Amersfoort, 1 februari 1931) en Neeltje Sanderse (Middelburg, 2 februari 1863 – Amersfoort, 22 november 1933).
Johan Joustra was de vader van:
- Sjouke Joustra (1921-1996), Nederlandse stuurman ter koopvaardij en na januari 1952 binnenloods te Vlissingen en auteur van Vertrouw nooit een zeeloods en andere verhalen (Baarn, 1991) (ISBN 90 6410 163 9), door de uitgever zo genoemd omdat de titel van het manuscript, Vertrouw nooit een loods, te onduidelijk zou zijn.
- Bernard Everhard Joustra (1927-2011), directeur Personeelszaken in het bedrijfsleven.

Ook was hij de grootvader van Arendo Joustra die later in zijn voetsporen trad als schrijver en hoofdredacteur.